# Ryszard z Salerno
Ryszard z Salerno (także Ryszard de Hauteville, Ryszard z Pryncypatu) – uczestnik I krucjaty i regent Hrabstwa Edessy od 1104 do 1108 roku. Pochodził z możnego, normańskiego rodu de Hauteville.
Urodził się około 1060 roku, jako trzeci syn normańskiego hrabiego Wilhelma de Hauteville i Marii, córki Guida, longobardzkiego władcy Sorrento. Od wczesnej młodości wykazywał talenty wojskowe, uczestnicząc w wyprawach swoich słynnych wujów, Roberta Guiscarda i Rogera I na Sycylię.
W 1097 roku Ryszard przyłączy się do swoich kuzynów, Boemunda I z Tarentu i Tankreda, biorących udział w I krucjacie. To właśnie Ryszard i Tankred jako jedni z nielicznych krzyżowców znali arabski, którego najprawdopodobniej nauczyli się walcząc przeciwko muzułmanom na Sycylii. Podobnie jak inni Normanowie był nastawiony antybizantyjsko i wraz z Tankredem odmówili złożenia hołdu cesarzowi Aleksemu, przekraczając Bosfor w tajemnicy przed nim.
Ryszard uczestniczył w wielu walkach toczonych przez siły krzyżowców. Był między innymi jednym z dowódców w czasie bitwy pod Doryleum stoczonej w lecie 1097 roku. W 1098 Ryszard wraz z Tankredem połączyli swoje siły z Boemundem i wzięli udział w oblężeniu Antiochii. Po krucjacie pozostawał na dworze Boemunda w Antiochii i brał udział w prowadzonych przez niego kampaniach. W czasie jednej z nich, w wyniku bitwy pod Melitene w 1100 roku, dostał się do tureckiej niewoli. Daniszmend Ghazi odesłał go do Konstantynopola, gdzie cesarz Aleksy aresztował go i więził do 1103 roku. Po odzyskaniu wolności, w 1104 roku, Tankred oddał mu w zarząd Edessę, którą rządził do 1108 roku. Jako gubernator miasta zasłynął z bezwzględności i chciwości, został więc szybko znienawidzony przez mieszkańców. W tym czasie pełnił również rolę posła, podróżując po Francji i Italii, szukając poparcia dla antybizantyjskich planów Normanów z Antiochii. Istnieją jednak podejrzenia że był podwójnym agentem i spiskował z dworem w Konstantynopolu. Zaaranżował małżeństwo Boemunda I z francuską księżniczką Konstancją. Brał udział podpisaniu traktatu z Devol, którego sygnatariuszami byli Boemund i cesarz Aleksy. Po śmierci kuzyna Ryszard osiadł w Maraszu, gdzie zginął w trzęsieniu ziemi w 1114 roku.
Ze swoją żoną Altrudą miał syna, Rogera z Salerno, regenta Antiochii. Jego córka Maria wyszła za hrabiego Edessy, Joscelina I.